# Mladeč

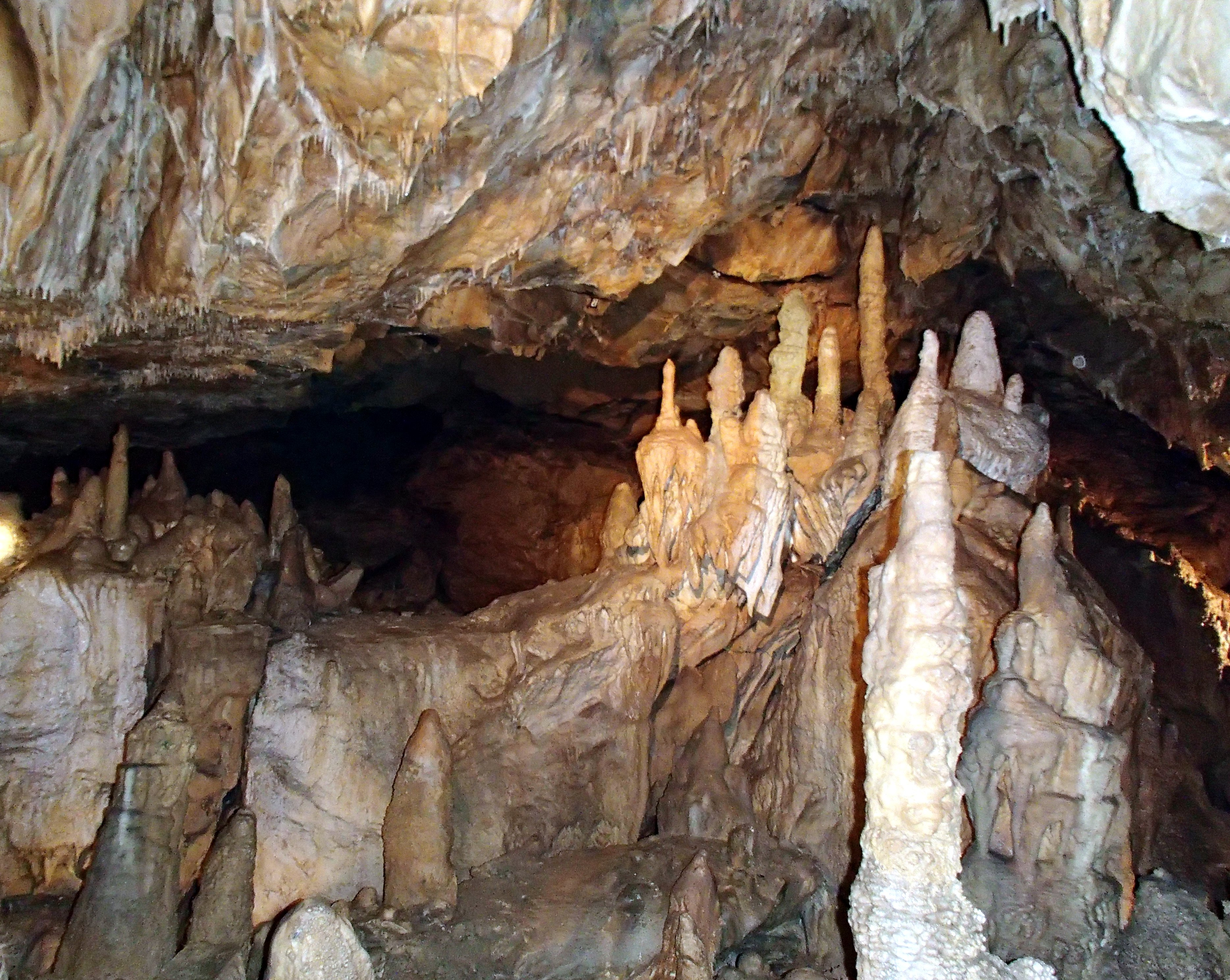
Tropfsteinhöhle in Mladeč

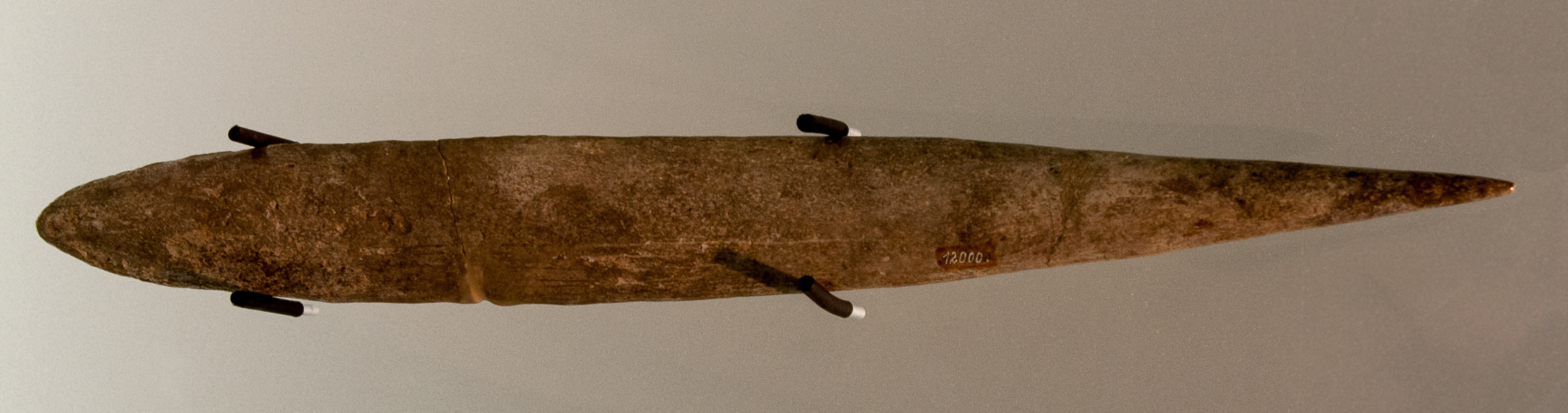
Lautscher Spitze aus der Großen Badlhöhle

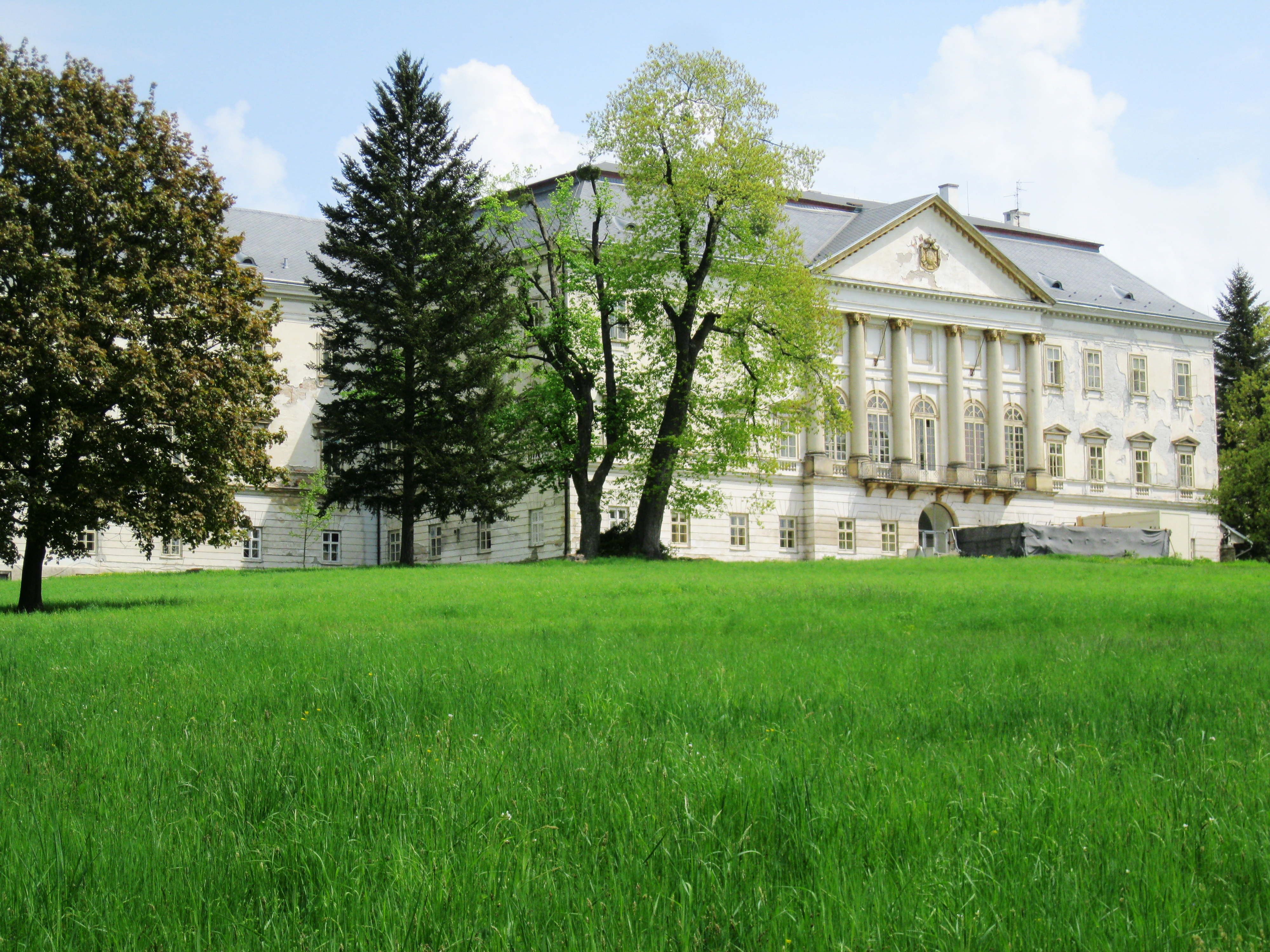
Nové Zámky

Mladeč (deutsch Lautsch) ist eine Gemeinde in Tschechien. Sie liegt vier Kilometer westlich von Litovel und gehört zum Okres Olomouc.

## Geographie
Mladeč befindet sich am östlichen Fuße des Hügels Třesín (Trzezin, 345 m) im Nordwesten der Hanna. Durch das Dorf fließen die Bäche Mlýnský potok und Hradečka. Im Norden führt die Schnellstraße R 35 / E 442 vorbei, dort liegt auch die Abfahrt 223 Mladeč.
Nachbarorte sind Nové Zámky im Norden, Nový Dvůr im Nordosten, Víska und Litovel im Osten, Sobáčov und Chudobín im Südosten, Nová Ves im Süden, Měrotín und Hradečná im Südwesten, Pateřín und Bílá Lhota im Westen sowie Měník, Řimice und Nové Mlýny im Nordwesten.

## Geschichte
In der nahe dem Ort gelegenen Boček-Höhle (deutsch Lautscher-Höhle) wurden jungpaläolithische Lautscher Spitzen aus der Epoche des Aurignacien zusammen mit Skelettteilen und Schädeln des Cro-Magnon-Menschen gefunden. Die Höhle wurde vermutlich in den 1820er-Jahren nach Sprengungen in einem Steinbruch entdeckt, alle homininen Fossilien wurden zwischen 1881 und 1922 geborgen.
Mit 14C-Daten von bis zu 31.000 BP gehören sie zu den wenigen gesicherten Menschenresten aus dem Aurignacien.
Weitere archäologische Funde der Gegend um Mladeč stammen aus der Jungsteinzeit.
Erstmals urkundlich erwähnt wurde Mladeč im Jahre 1350 als Besitz der Margarethe von Mladeč. 1371 wurde das Dorf an die Herrschaft Aussee angeschlossen. Seit 1407 ist in Mladeč eine Mühle nachweisbar. 1487 erwarben die Herren von Wlaschim die Herrschaft, ihren folgten ab 1533 die Boskowitzer und ab 1597 die Liechtensteiner. Im Jahre 1826 wurde bei Steinbrucharbeiten für den Straßenbau die Lautscher Höhle entdeckt.
Nach der Aufhebung der Patrimonialherrschaften bildete Mladeč/Lautsch mit den Ortsteilen Nový Zámek / Neuschloß und Nový Dvůr / Neuhof ab 1850 eine Gemeinde im Bezirk Litovel. 1877 wurde in Mladeč eine Dorfschule errichtet. Im Jahre 1914 nahm die Lokalbahn Littau–Groß Senitz die Nebenstrecke Litovel-Mladeč auf, die die Lautscher Kalkbrüche an das Eisenbahnnetz anschloss. 1918 wurden die Hütten an der Lautscher Höhle eingeweiht. Die Höhle wurde 1933 als Naturreservat geschützt. Nach der Auflösung des Okres Litovel kam die Gemeinde 1961 zum Okres Olomouc, zugleich wurden Sobáčov und Měrotín eingemeindet. Im Schloss Nové Zámky wurde 1964 eine Sozialfürsorgeanstalt eingerichtet.
1990 löste sich Měrotín los und bildete wieder eine eigene Gemeinde.

## Gemeindegliederung
Die Gemeinde Mladeč besteht aus den Ortsteilen Mladeč (Lautsch), Nové Zámky (Neuschloß) und Sobáčov (Sobatsch). Grundsiedlungseinheiten sind Mladeč und Sobáčov.
Das Gemeindegebiet gliedert sich die Katastralbezirke Mladeč und Sobáčov.

## Partnergemeinde
- Ostrovačice, Tschechien, seit 1997

## Sehenswürdigkeiten
- Karsthügel Třesín mit der Höhle Mladečské jeskyně (Lautscher Höhle), der Ruine des 1730 errichteten Tempels Rytířská síň (Rittersaal) und der Felsen Čertův most (Teufelsbrücke).
- Schloss Nové Zámky mit Park, das 1690 nach Plänen von Antonio Beduzzi anstelle eines Jagdschlosses aus der zweiten Hälfte des 16. Jahrhunderts errichtete und in den Jahren 1730–1733 umgestaltete Bauwerk brannte 1805 ab. Zwischen 1813 und 1820 wurde das Schloss durch Joseph Hardtmuth im klassizistischen Stil wiederaufgebaut. Es diente dann als Sommersitz der Liechtensteiner und ab dem Ende des 19. Jahrhunderts bis 1945 als Verwaltungssitz der Ausseer Güter. Nach der Enteignung zum Ende des Zweiten Weltkrieges wird das Schloss seit 1964 als Sozialfürsorgeanstalt genützt.
- Kapelle in Mladeč
- Kapelle in Sobáčov